# Accademia d'arte di Baviera

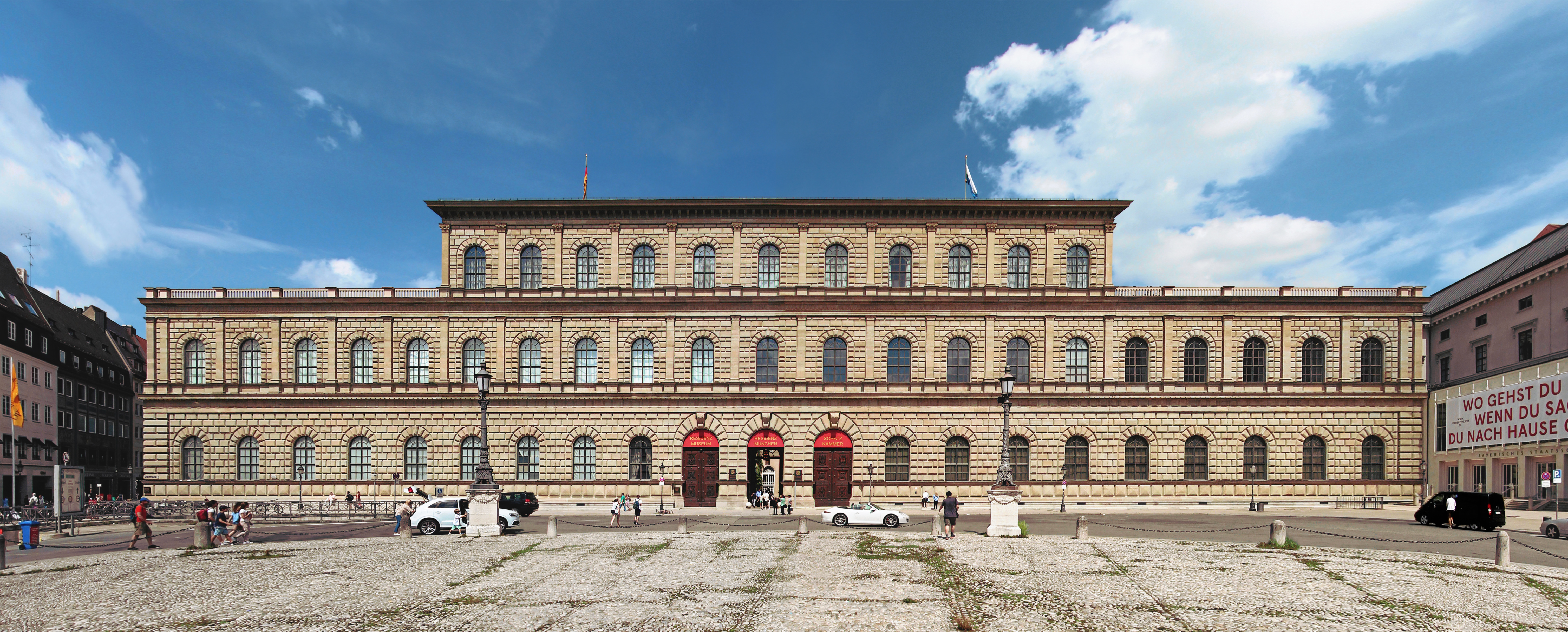
La sede dell'Accademia d'Arte di Baviera nel Palazzo Reale della Residenz di Monaco

L'Accademia d'Arte di Baviera a Monaco di Baviera è un'associazione di personalità rinomate per la loro vita artistica. Essi devono operare come i "maggiori cultori dell'Arte."

## Compiti
L'Accademia fu fondata nel 1948 come Associazione di Diritto pubblico, rifacendosi alla tradizione dell'Accademia artistica reale, fondata nel 1808 a Monaco.
Compito dell'Accademia è «…osservare lo sviluppo delle Arti, promuoverle in ogni loro utile modo di presentarsi o compiere proposte per il loro sviluppo», inoltre «…fornire un contributo al confronto spirituale tra gli artisti, così come l'arte, e la società e impegnarsi per la dignità dell'arte.»
Per elezione ogni anno vengono accolti membri corrispondenti a ciascuna delle divisioni Arti visive, Letteratura, Musica, Arti performative e arti del Cinema e dei Mezzi di comunicazione; per questo essi vengono nominati membri ad honorem.
Fino al 1968 l'Accademia aveva la sua sede nel Palazzo del Principe Carlo, dopo di che si trasferì nella sede provvisoria di Karolinenplatz. Dal 1972 è sistemata nel palazzo reale della Residenza di Monaco di Baviera.

## Premi
L'Accademia assegna i seguenti premi o borse di studio:
Divisione Arti visive
- Premio artistico della divisione Arti visive
- Brigitte e Ekkehard Grübler-Stiftung (dal 2014)
- Borsa di studio Karl-Rössing (dal 1986)
- Anello d'onore Friedrich Ludwig von Sckell (dal 1967 per l'architettura del paesaggio)

Divisione Letteratura
- Gran premio letterario dell'Accademia Bavarese di Belle Arti (1950–85 Premio per la Letteratura, 1986–2007 come Gran Premio per la Letteratura, dal 2008 come Premio per la Letteratura Thomas Mann)
- Premio letterario (1952–85; sostituito dal Wilhelm-Hausenstein-Ehrung)
- Premio Adelbert von Chamisso (1985–2005; insieme alla donazione Robert Bosch; Premio letterario)
- Premio Horst Bienek per la lirica (dal 1991)
- Premio Rainer Malkowski (dal 2006; insieme alla donazione Rainer-Malkowski; Premio letterario)

Divisione Musica
- Premio per la musica Ernst von Siemens (dal 1974; insieme all'omonima donazione)
- Composizione su richiesta dell'Accademia (dal 1990)
- Premio Gerda e Günter Bialas (dal 1998; insieme alla donazione GEMA; premio per la musica)
- Premio Nuovi Ascolti (dal 2006; insieme alla donazione Neue Musik im Dialog, Colonia; per la trasmissione di musica contemporanea)

Tutte le divisioni dell'Accademia
- Premio Friedrich Baur (dal 1990; insieme alla donazione Friedrich-Baur; per artisti della Franconia, dell'Alto Palatinato e della Bassa Baviera)
- Riconoscimento Wilhelm-Hausenstein per trasmissioni culturali (dal 1986); viene assegnato al posto delle singole divisioni dell'Accademia.